# Цыганово (Марий Эл)
Цыганово (горномар. Цигäнсола) — деревня в Горномарийском районе Марий Эл Российской Федерации. Входит в состав Пайгусовского сельского поселения.

## География
Деревня находится на расстоянии 30 км к юго-западу от города Козьмодемьянск, административного центра района.

### Часовой пояс
Деревня Цыганово, как и вся Республика Марий Эл, находится в часовой зоне МСК (московское время). Смещение применяемого времени относительно UTC составляет +3:00.

## История
Марийское название деревни происходит от имени Цига — одного из первопоселенцев. Впервые упоминается в 1795 году.

## Население
| 2002 | 2010 | 2014 |
| ---- | ---- | ---- |
| 171  | ↘131 | ↗147 |

## Известные уроженцы
- Венедиктов, Арсений Андреевич (1935—2014) — марийский советский артист театра, оперный певец. Заслуженный артист РСФСР.
- Юадаров, Клим Германович (1946—2021) — советский и российский филолог, этнограф и краевед.